# ガリヴァー旅行記における日本

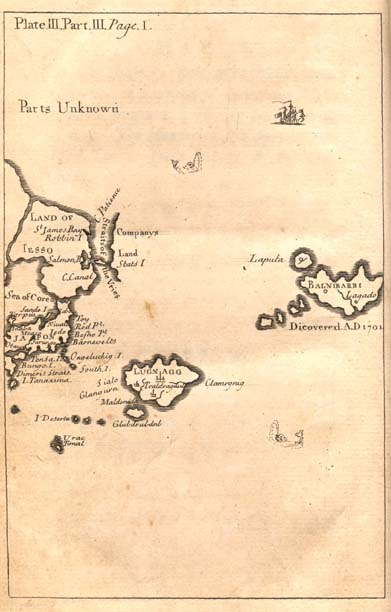
当時の地図をスウィフトが改作したもの。ガリヴァーは日本（JAPON）へも行っている （『ガリヴァー旅行記』（1726）の第3部の地図）

1726年に初版が出版された、ジョナサン・スウィフトの『ガリヴァー旅行記』には日本が登場する。
日本が登場するのは『ガリヴァー旅行記』第3部の冒頭と結末で、『ガリヴァー旅行記』に登場するほぼ唯一実在する国である。『ガリヴァー旅行記』において日本とオランダは常に対照性を成して描かれており、18世紀初頭、農業国から通商国家へと変貌を遂げつつあったイギリスのあるべき姿を、これら両国がいわば陽画と陰画として示している。
駐オランダイギリス大使を務めたこともあるウィリアム・テンプル (初代準男爵)の秘書をスウィフトは1690年代に務めていたことがあり、オランダ経由の日本情報を得ていた可能性が指摘されている。1863年にはラザフォード・オールコックの『大君の都』の書評が『ガリヴァー旅行記』を導入にして始められた例があり、『ガリヴァー旅行記』における日本のイメージが当時の英国社会において一定の影響を与えていたことが分かる。

## 実在の地との比較
第3篇の冒頭には日本とおぼしき地図が掲載されており、地図中央の左側には不釣り合いなほど大きく蝦夷地すなわち現在の北海道であろう島が描かれ、Boshoは房州もしくは房総、江戸は本文ではYedoという形で出てくるが地図上ではIedoとされ、Meacoは都すなわち京都を指し、Inabaは因幡国でOsaccaは大坂と思われる。日本は第3篇の始めと終わりに枠のように登場し、ラピュータを始めとする架空の国々と英国の橋渡しのような位置付けとなっている。
ラグナグ (Luggnagg) から日本行きの船に乗って、ガリヴァーはXamoschiという日本の東南部にある港町に上陸した。Xamoschiは一般にザモスキと訳され、横須賀市ではXamoschiとKannonsakiの綴りが似ている (Xa=Ka、mo=nno、 schi=saki) ことを根拠に観音崎こそガリヴァーの上陸地であるとして、「観音崎フェスタ」なるものを開催し、ガリヴァー上陸からちょうど300年目にあたる2009年は大いに盛り上がった一方、スウィフトらしい言葉遊びに基づけば、ポルトガル語でXimoʃaと綴られたこともある千葉県の旧名の1つ、下総国のアナグラムとも言われる。地理的には日本の東南部（おそらく現在の関東地方）にあり、狭い海峡（おそらく浦賀水道）の西側にあり、その海峡が北へ向って伸びる長い腕（おそらく東京湾）の北西部に江戸があった、と読め、神奈川県のどこかの地名となる。日本は英国を中心に配した世界地図では、ほとんど世界の東の果てに描かれ、ラピュタ等はさらにそこから東方に設定されている。作品で描かれた日本を、既知の世界と未知の世界との、あるいは、現実の世界と架空の世界との、微妙な橋渡しと当時の読者が捉えるよう作者スウィフトは計算して、日本以東の各国の地理的な配列を設定したものと考えられる。

## 風刺
16世紀半ばの鉄砲伝来、キリスト教の布教から、1639年の南蛮（ポルトガル）船入港禁止による鎖国の完成に至るほぼ1世紀の間、西洋の文物は日本に盛んに流入した。イエズス会士の宗教的熱情に負う部分が大きく、その受容のレベルはかなりのものであったが、本作に先行する1669年アルノルドゥス・モンタヌスの『日本誌』（『東インド遣日使節紀行』）において日本人のキリシタン迫害の残酷さは強烈に印象付けられており、ヨーロッパ中心史観からすれば受け入れにくいことに、イエズス会の宣教にもかかわらずキリスト教化することのなかった日本が、戦国時代の内戦を乗り越え精緻な政治体制を築き上げ、キリスト教を禁じ弾圧までしていた江戸幕府の要求をオランダは日本との貿易を確保するために、次々と受け入れていた。
『ガリヴァー旅行記』の日本人は海賊であっても、信義を守り、寛容でもあるように描かれ、貿易がもたらす社会の変化を、徹底的に通商を管理することで防ぎつつ、貴重な情報や物品だけを受け入れることで日本の鎖国政策は成功していた。第3篇の冒頭では、海賊船の一味として率先してガリヴァーらを傷つけようとするオランダ人にたいして、異教徒であり一般には残酷で且つ執念深いということにされている日本人船長が寛大さを示す図式が描かれ、しかも、この旅行記は長崎のあらゆるオランダ人は貿易のために合法的に来ている者であろうとなかろうと皆「踏み絵」をさせられていたことを前提としている。
スウィフトが「日本」や「日本人」を用いたのはオランダ人に対する諷刺を強力にするためだと考えられ、第3巻の最後に日本を訪れたガリヴァーは、自分は遠い遠い世界の果てで難破して自力でラグナグまではやって来たオランダ商人だと名乗るが、オランダ人と同様に課せられる踏絵の儀式を前に皇帝に踏み絵を免除してもらうように嘆願する。すると皇帝はそのような申し出をするのはガリヴァーが初めてであり、おまえは本当にオランダ人なのか、キリスト教徒ではないのかと不審がるが、ラグナグ王の親書などで免除される。これは明らかに、商売のためなら信仰を平気で犠牲にするオランダ人に対する皮肉と見られ、おそらくイギリスの膨張的海外進出すら諷刺しているものと思われる。さらに、その行に関しては「イギリス人による一般的な反オランダ表象ではなく、またもちろん、スウィフトの反オランダ的意図による創作でもなく、むしろ、オランダ人自身の「そんなことで尻込み」しない自国民の勇気を讃えた記述をそのままなぞる形」であるという解釈もある。
江戸で将軍との拝謁を許されたガリヴァーは護衛をつけてもらいNangasac（長崎）へ移動、そこからオランダ船に乗って帰国し、日本から帰国するガリヴァーが乗った船の名が、1623年にアンボイナ事件の起きた土地であるアンボイナ号 (the Amboyna)と名付けられている。これはイギリスが海洋国家へ進むならば嫌悪すべきオランダを真似なければならず、対照的に貿易によらずして繁栄している日本は明らかにイギリスが進むべき方向ではありえない、実現不可能な理想郷、文字通りのユートピア（どこにもない場所）で、『ガリヴァー旅行記』に描かれた日本は、他の架空の国同様、18世紀ヨーロッパにとっての日本のイメージを集めて、オランダのイメージと対立するものとして構成されたものであることを表現している。